# Julius Wächter
Julius Wächter war ein bayerischer Politiker.
Er war Bürgermeister der Stadt Rothenburg ob der Tauber. 1849 vertrat er den Wahlbezirk Rothenburg in der Kammer der Abgeordneten des Bayerischen Landtags.